# Фруктовый сектор в Азербайджане
Фруктовый сектор в Азербайджане является развивающейся отраслью. Этот сектор охватил 171 600 га. земли в 2016 году. Виноград, яблоко, апельсин, груша и гранат являются одним из основных культур в производстве фруктов в Азербайджане.

## Статистика
В период с 2000 по 2016 год площадь для выращивания фруктов выросла на 2-3 % в год. С течением времени площадь территории для выращивания фруктов и ягод увеличилась, а площадь для производства винограда осталась более или менее одинаковой. Площадь выращивания фундука увеличилась вдвое.
В общем, производство фруктов увеличилось на 31 % с 2010 по 2017 (в 2010 г. — 729,5 тыс. т, а в 2017 г. — 954,8 тыс. т) годы. Самый большой рост произошел в производстве яблок. Общее производство увеличилось с 212 тысяч тонн до 275 тысяч с 2010 по 2017 годы. Производство вишни возросло в 2 раза за 7 лет. Согласно статистике, объём производства всех видов фруктов увеличился кроме производства каштана.
Большинство площадей для выращивания фруктов и ягод находятся в частной собственности. Сельскохозяйственные предприятия занимают 7 % площади фруктов и ягод. Приблизительно 30 % площади производства винограда используются сельскохозяйственными предприятиями. Площадь частных территорий для выращивания ягод увеличивается быстрее (32 %) чем площадь сельскохозяйственных предприятий (0,5 %).

### Импорт и экспорт
В 2014 году из-за улучшения ирригационных систем и предоставления субсидий и стимулов фермерам производство фруктов и ягод увеличилось, а импорт был снижен. Объём импорта уменьшился с 63 809 тонн до 15 104 с 2012 по 2014 годы.

## Лесной орех
На экономический регион Шеки-Загатала приходится 74 процента производства лесного ореха. В 2005 - 2015 годах лесные сады в Азербайджане увеличились на 12 358 гектаров, при этом средняя урожайность с одного гектара снизилась на 21%. Самый высокий показатель за этот период был зарегистрирован в экономическом регионе Шеки-Загатала. Производство лесных орехов увеличилось на 5,6% в регионе.
Согласно Указу Президента от 16 ноября 2016 года «О дополнительных мерах по укреплению государственной поддержки развития шелкопряда и питания» было заложено более 10 тысяч гектаров лесного ореха. Принимая во внимание перспективы развития кустарников, разрабатывается проект Государственной программы по разработке орехов, таких как миндаль, грецкий орех и каштан в 2017 - 2026 годах. Проект предусматривает дальнейшее усиление работы, проводимой в этом направлении, и увеличение площади лесных орехов на 42 тысячи гектаров до 80 тысяч гектаров.
В сентябре 2021 года открыт завод по переработке миндаля.

## Цитрусовые
Основой для развития цитрусовых в Азербайджане является создание субтропических заводских пещер в регионе Астара в 1930-х годах с общей площадью 800 гектаров и около 500 гектаров лимона, мандарина, апельсина, фейхоа, чая. С 1930 года началось плановое расширение цитрусовых в стране, развитие которого ускорилось в 1970-х и 1980-х годах. Общая площадь цитрусовых садов в стране в 2017 году увеличилась в 1,9 раза до 3191,2 гектара по сравнению с 2010 годом, а производство увеличилось в 2,2 раза до 42,8 тыс. тонн. В 2017 году Азербайджан экспортировал 30,6 тыс. тонн цитрусовых, в том числе 12,6 тыс. тонн апельсинов, 11,9 тыс. тонн лимона, 4,6 тыс. тонн мандаринов, 1,5 тыс. тонн грейпфрута и других цитрусовых.
Приказ № 3227 Президента Азербайджанской Республики от 12 сентября 2017 года «О дополнительных мерах, связанных с развитием производства цитрусовых, чая и падди в Азербайджанской Республике» создал условия для развития цитрусовых.

## Виноград
В 1980-х годах виноград был одним из основных фруктовых продуктов в Азербайджане. Производство винограда растет из года в год благодаря реформам и государственным программам развития виноградарства в Азербайджане. Экспорт винограда увеличился до 462 тонн в 2014 году.

## Яблоки
Яблоневые сады занимают около 22 000 гектар экономического района Губа-Хачмаз. 
Стоимость экспортируемых яблок в 2008 году составила 49 287 тыс. долларов США, 30 071 тыс. долларов — в 2009 году, 14 436 тыс. долларов — в 2010 году, 19 296 тыс. долларов — в 2011 году, и 27 595 тыс. долларов — в 2012 году.
В 2017 году в Губе было собрано 120 757 тонн яблок. В 2017 году из Губа-Хачмазского района экспортировано 40 000 тонн яблок (65-70 % урожая).
Для фермеров, создавших в Горно-ширванском, Шеки-Загатальском, Губа-Хачмазском экономических районах и Лерикском районе яблоневые сады с 1 сентября 2024 года по 31 мая 2025 года, объявлена субсидия в размере 11 000 манат за каждый гектар.

## Гранаты
Гранаты были третьим наиболее производимым фруктом в 2012 году, объём которых составлял 141,6 тыс. тонн. В 2014 году производство гранатов составило 153 423 тонны, из которых 121 654 тонны (79 %) были произведены в экономическом регионе Арана. Производство гранатов больше в Лянкяране, Нахичевани и Гяндже-Газахском экономическом регионах.

## Производство фруктов по экономическим регионам

### Губа-Хачмаз
Хачмаз, Губа и Гусар являются наиболее плодородными районами региона. Основные виды фруктов включают яблоко, грушу, сливу, вишню, персик, орехи, финики, грецкий орех, клюкву, вишню, инжир, мушмулу и маслины.
В Гусарском районе действует садоводческий комплекс ООО «Исмикханлы» площадью 330 гектар.

### Шеки-Загатала
В Шеки-Закатале выращиваются грецкие орехи, фундук, каштаны, кизил, вишня, яблоко, мука, айва, фига, клюква и груша. Гах, Закатала, Балакан, Огуз и Шеки являются основными производителями фруктов в регионе. Регион обеспечивает 74 % производства орехов.

### Нахичеванская Автономная Республика
В этом экономическом регионе производятся косточковые плоды, такие как персик и абрикос.

### Центральный Аран
Этот экономический район в основном производит сухие субтропические фрукты, такие как гранат и айва. Другими фруктовыми культурами, которые производятся в этом регионе, являются мушмула, финики, слива, фига, грецкий орех, вишня и абрикос.

### Лянкяран
Ленкорань главным образом выращивает цитрусовые. В этом регионе выращиваются апельсин, мандарин, киви, фейхоа, лимон и мушмула.

### Абшерон
Полуостров в основном производит оливки, миндаль и фиги.

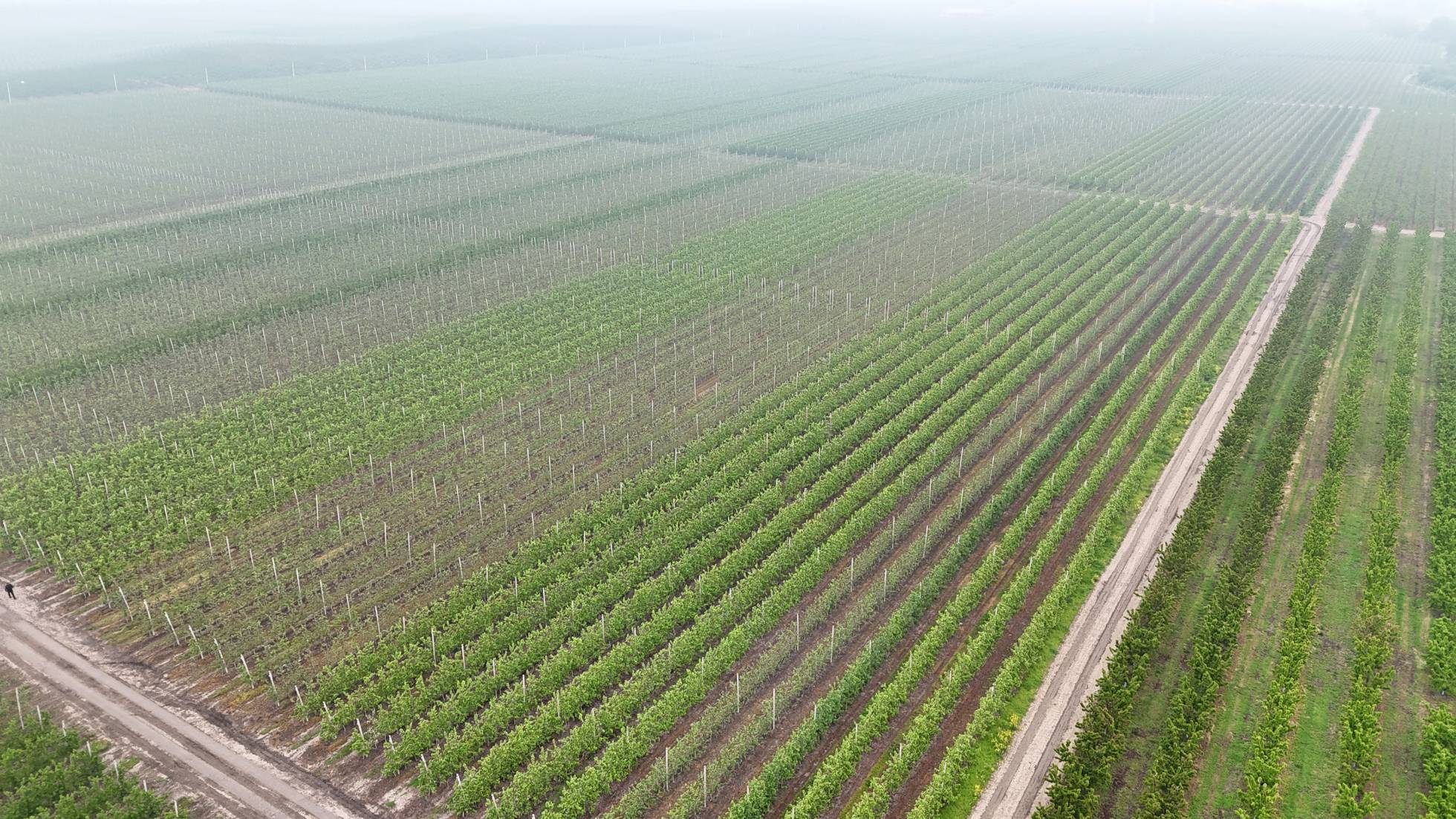
Садоводческий комплекс Исмикханлы
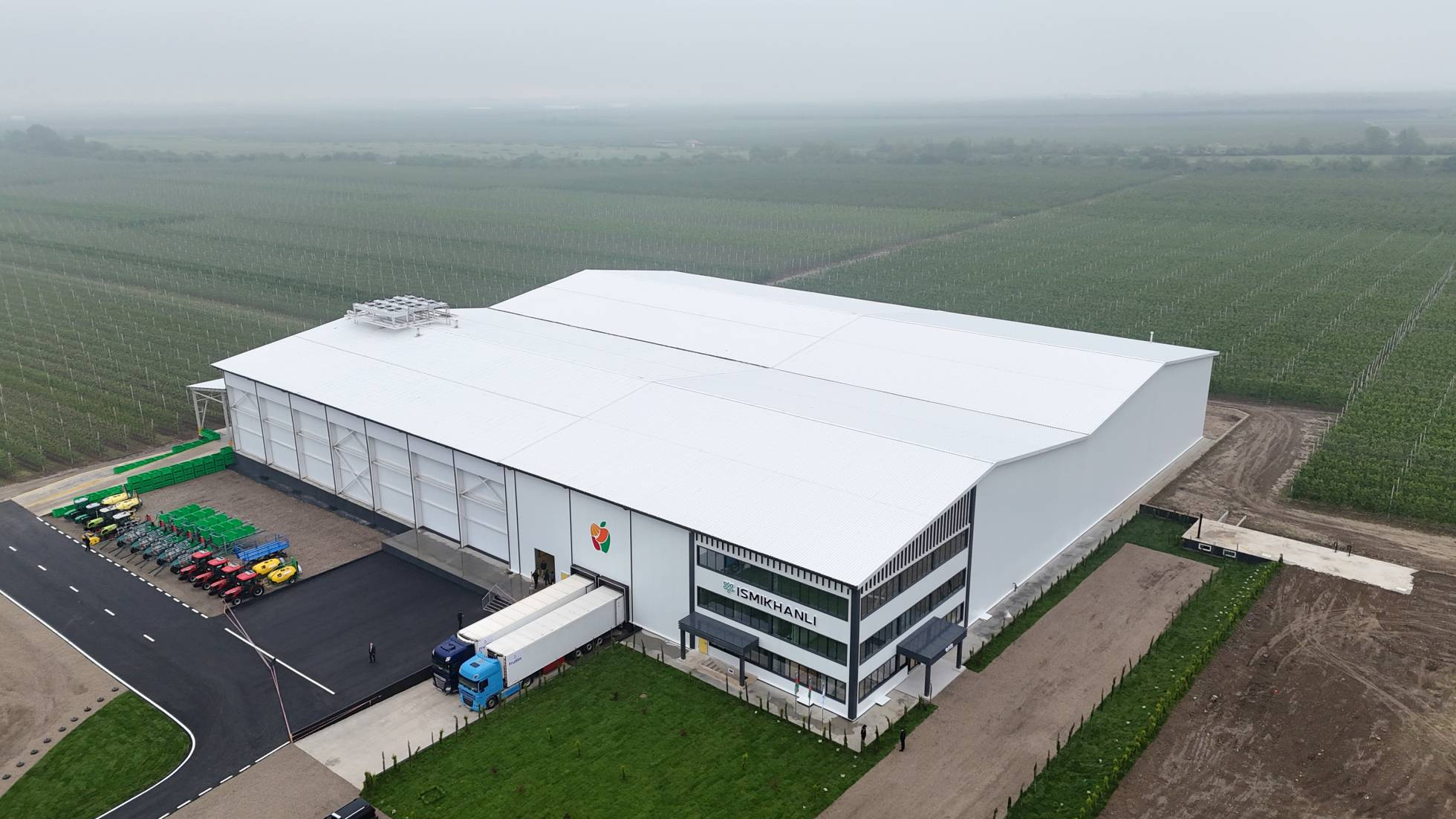
Садоводческий комплекс Исмикханлы

## Развитие сектора
Согласно распоряжению «О дополнительных мерах по развитию цитрусовых, производства чая в Азербайджанской Республике», Министерство финансов и Министерство экономики должны принять необходимые меры для обеспечения подготовки государственного бюджета и государственных инвестиционных программ в соответствии с годовым бюджетом. Министерство сельского хозяйства координирует осуществление мер, предусмотренных Государственной программой, и информирует Президента Азербайджанской Республики об осуществлении Государственной программы один раз в год. Кабинету министров поручено рассмотреть вопросы, вытекающие из распоряжения.
В результате реализации Государственной программы планируется увеличить производство цитрусовых в Азербайджане до 100 тыс. тонн до 2025 года. План мероприятий по разработке цитрусовых в Государственной программе на 2018—2025 гг. предусматривает участие местных и иностранных инвестиций в производстве и переработке цитрусовых. В то же время, согласно Плану действий, существующие стандарты в цитрусовой промышленности должны быть приведены в соответствие с международными требованиями; мелким фермерам и фермерам, работающим в этой области, следует поощрять к добровольному сотрудничеству; следует активизировать контакты с иностранными компаниями с прогрессивным производством и опытом экспорта и создать прогрессивный механизм страхования. Он также предусматривает укрепление научной поддержки и кадрового потенциала в области цитрусовых, улучшение инфраструктуры, усиление маркетинговой деятельности и содействие экспорту.